# Gustav Malja
Gustav Malja, född den 4 november 1995 i Malmö, är en svensk racerförare som tävlar för Racing Engineering i F2.

## Racingkarriär
Malja startade sin racingkarriär med att köra karting år 2005, och tog år 2011 klivet upp till formelbilracing, då han tävlade i ADAC Formel Masters, endast femton år gammal. Han fortsatte i serien under 2012, då han lyckades ta flera segrar och blev tvåa i mästerskapet, bakom Marvin Kirchhöfer.
Framgången i Formel Masters ledde till att han inför 2013 fick kontrakt med Josef Kauffman Racing för att tävla i Formula Renault 2.0 Eurocup. Han tävlade även i Formula Renault 2.0 Northern European Cup 2014 med samma team som i Eurocup. Malja lyckades bäst i den nordeuropeiska serien, där han tog två segrar, en på Hockenheimring och en på Nürburgring, och blev femma i mästerskapet.
Under vintern mellan 2014 och 2015 utförde Malja ett antal testkörningar i Formula Renault 3.5 Series, och blev den 28 januari bekräftad som förare hos Strakka Racing i FR3.5 2015. Malja hade en mindre lyckosam inledning på säsongen, men under den fjärde tävlingshelgen på Hungaroring lyckades han ta en tredjeplats, vilket blev hans första pallplats i serien. Han beskrev det som "En mycket, mycket härlig känsla". Några veckor senare gjorde han ett inhopp i GP2 Series med Trident, och lyckades trots en problemfylld fredag att ta poäng i sitt första lopp.
Inför 2017 skrev han på för att köra hela F2-serien för Racing Engineering. Säsongen blev dock inte som förväntat, resultaten uteblev. Han slutade på en total 13:e plats i mästerskapet. Bästa resultat under säsongen var en 3:e plats i Monacos GP. Under året F1-testade han också för Sauber på Hungaroring. Den 14 februari 2018 var det dock ännu inte klart med någon körning för Malja inför säsongen 2018.